# Hadena osthelderi
Hadena osthelderi là một loài bướm đêm trong họ Noctuidae.